# Liste de films thaïlandais
Le cinéma thaïlandais moderne commence en 1954 avec Santi-Vina, le premier film thaïlandais en 35 mm, couleur et bande son thaï. Rattana Pestonji, l’un des plus grands cinéastes de tous les temps en Thaïlande, est le premier qui arrête de tourner en 16 mm muet pour ne tourner qu'en 35 mm avec bande son.
À la fin des années 1970, la production de films thaïlandais explose avec jusqu'à 150 films par an en 1978, à la suite du boycott d'Hollywood (1977-1981) : ce sont  souvent des films de piètre qualité, des séries B baptisées par les critiques « nam nao » ou « eau croupie » mais aussi des films sociaux et engagés de qualité produits par les réalisateurs Chatrichalerm Yukol, Vichit Kounavudhi, Euthana Mukdasanit... C'est la première vague du cinéma thaïlandais.
À la fin des années 1990, la production thaïlandaise de longs-métrages s'effondre à environ seulement 10 films par an et l'Asie du Sud-Est sombre en 1997 dans une violente crise financière et économique ; puis  le cinéma thaïlandais renaît et connaît un développement important au niveau local mais aussi international avec l'arrivée de la nouvelle génération de réalisateurs, en particulier Nonzee Nimibutr, Pen-ek Ratanaruang, Wisit Sasanatieng et Apichatpong Weerasethakul... C'est la seconde vague du cinéma thaïlandais.
En 2024, 54 films thaïlandais sont sortis. 

## Films de l'époqueclassique
- 1940 : King of the white elephant, le plus ancien long métrage thaïlandais encore existant, restauré en 2007 depuis une copie 16 mm en noir et blanc avec bande son en anglais
- 1954 : Santi-Vina, le premier film thaïlandais en 35 mm, couleur et bande son thaï, un film perdu très peu de temps après sa sortie en salles ; puis retrouvé 60 ans après en 2014, restauré et projeté au Festival de Cannes en 2016.

## Films de la première vague, films à succès local
- 1973 : Docteur Karn (เขาชื่อกานต์)
- 1974 : Hotel Angel (en) (เทพธิดาโรงแรม / La madone des bordels)
- 1976 : Tongpan (ทองปาน)
- 1977 : Taxi Driver (ทองพูน โคกโพ ราษฎรเต็มขั้น / Citizen I / Citoyen à part entière) ; Damned Life (ชีวิตบัดซบ  / Saloperie de vie) ;  La Cicatrice (แผลเก่า) ; Le peuple de la montagne (คนภูเขา)
- 1978 : Angel of Bar 21 (เทพธิดาบาร์ 21)
- 1982 : Fils du Nord-Est (ลูกอีสาน)
- 1983 : Gunman (en) (มือปืน / Le Tueur à gages)
- 1985 : Butterfly and Flowers  (ผีเสื้อและดอกไม้ / Fleurs et papillons)
- 1986 : Somsee (ครูสมศรี)
- 1987 : The Elephant Keeper (คนเลี้ยงช้าง / Le gardien d'éléphant)
- 1991 : Powder Road (เฮโรอิน)
- 1993 : Salween (มือปืน 2)
- 1994 : Muen et Rid (อำแดงเหมือนกับนายริด / Amdaeng Muen Kap Nai Rid)

## Films de la seconde vague, films récents à succès national ou international
- 1999 : Nang Nak

- 1999 : Bangkok Dangerous
- 2001 : La Légende de Suriyothai
- 2001 : Les Larmes du Tigre Noir, premier film thaïlandais sélectionné au Festival de Cannes 2001, dans la catégorie "Un certain regard"
- 2001 :  Monrak Transistor, premier film thaïlandais à sortir dans les salles de cinéma en France (2002)
- 2002 : Ong-bak, le plus gros succès commercial, distribué à l'étranger
- 2003 : Satreelex, the Iron Ladies, le second plus gros succès commercial, distribué à l'étranger
- 2003 : Tropical Malady, sélectionné au Festival de Cannes 2005, prix du jury.
- 2004 : Beautiful Boxer, distribué à l'étranger
- 2006 : Le pensionnat, Ours de Cristal (prix du jeune jury) du Festival de Berlin 2007
- 2006 : Syndromes and a Century, premier film thaïlandais sélectionné pour la compétition officielle du festival de Venise, la 63e Mostra de Venise
- 2007 à 2015: King Naresuan, une fresque historique en 6 films, la plus grande production de tous les temps en Thaïlande
- 2008 : Soi Cowboy, présenté au Festival de Cannes 2008 dans la catégorie « Un certain regard ».
- 2009 : La Nymphe, présenté au Festival de Cannes 2009 dans la catégorie "Un certain regard".
- 2010 : Yes or No
- 2010 : Oncle Boonmee, celui qui se souvient de ses vies antérieures, Palme d'or du Festival de Cannes 2010
- 2013 : Pee Mak , le plus grand succès au box-office de l'histoire du cinéma thaïlandais (plus de 10 millions de spectateurs)
- 2021 : Memoria, sélectionné au Festival de Cannes 2021, prix du jury.
- 2025 : Comment devenir riche (grâce à sa grand-mère)

## Films thaïlandais en DVD VF et/ou VO sous titré français
| Genre                | Titre                                                        | Titres alternatifs | Réalisateur                                        | Diffusion |
| -------------------- | ------------------------------------------------------------ | --- | -------------------------------------------------- | --------- |
| Action               | Spirit Warrior                                               | ปลุก มัน ขึ้น มา ฆ่า 4 / Plook Mun Kuen Ma Kah 4 / Spirited Killer / Spirited Warrior                                                    | Towatchai Ladloy, Panna Rittikrai                  | 1994      |
| Action               | Muay Thai Assassin : le sang du dragon                       | มือ ปราบ ปืน โหด / Mue Prab Puen Hode / Hard Gun                                                                                      | Towatchai Ladloy, Prapon Petchinn, Panna Rittikrai | 1996      |
| Action               | Killer tattoo                                                | มือปืน/โลก/พระ/จัน Mue Puen/Lok/Phra/Chan                                                                                              | Yuthlert Sippapak                                  | 2001      |
| Action               | One Take Only                                                | ส้ม แบงค์ มือใหม่หัดขาย (Som and Bank)                                                                                                   | Oxide Pang                                         | 2001      |
| Action               | Goodman Town                                                 | ชุมเสือแดนสิงห์ ตอน กระตุกติ่งเจ้าพ่อ | Sakchai Sribonnam                                  | 2002      |
| Action               | Ong-Bak                                                      | องค์บาก (Ong-Bak: Muay Thai Warrior)                                                                                                 | Pinkaew                                            | 2003      |
| Action               | Ong-Bak 2                                                    | องค์บาก 2 / Ong-Bak 2, La naissance du dragon                                                                                        | Tony Jaa, Panna Rittikrai                          | 2008      |
| Action               | Ong-Bak 3                                                    | องค์บาก 3 / Ong-Bak 3, l'ultime combat                                                                                               | Tony Jaa, Panna Rittikrai                          | 2010      |
| Action               | The Bodyguard                                                | บอดี้การ์ดหน้าเหลี่ยม / Bodyguard | Petchtai Wongkamlao                                | 2004      |
| Action               | The Bodyguard 2                                              | บอดี้การ์ดหน้าเหลี่ยม 2 / Bodyguard 2 | Petchtai Wongkamlao                                | 2007      |
| Action               | L'honneur du dragon                                          | ต้มยำกุ้ง (Tom Yum Goong) / The Protector                                                                                              | Pinkaew                                            | 2005      |
| Action               | L'Honneur du dragon 2                                        | ต้มยำกุ้ง 2 (Tom Yum Goong 2) / The Protector 2                                                                                        | Pinkaew                                            | 2013      |
| Action               | Born To Fight                                                | เกิดมาลุย (Kerd Ma Lui) | Panna Rittikrai                                    | 2005      |
| Action               | The Tiger Blade                                              | เสือคาบดาบ (Seua Khaap Daap) | Theeratorn Siriphunvaraporn                        | 2005      |
| Action               | Brave                                                        | กล้าหยุดโลก | Afdlin Shauki                                      | 2007      |
| Action               | Opapatika : les immortels                                    | โอปปาติก เกิดอมตะ | Thanakorn Pongsuwan                                | 2007      |
| Action               | Chocolate                                                    | ช็อคโกแลต / Zen / Warrior Within | Pinkaew                                            | 2008      |
| Action               | Bangkok adrenaline                                           | อะดรีนาลีน คนเดือดสาด (Adrenaline Kon Deuat Sat)                                                                                       | Ray Hubert                                         | 2009      |
| Action               | Fireball (film)                                              | ท้าชน (Tar Chon) / Muay Thai Dunk | Thanakorn Pongsuwan                                | 2009      |
| Action               | Force of five                                                | หัวใจฮีโร่ / Power kids 5 | Krissanapong Rachata                               | 2009      |
| Action               | Raging Phoenix                                               | จีจ้า ดื้อ สวย ดุ (Jeeja Deu Suay Doo)                                                                                                   | Rashane Limtrakul                                  | 2009      |
| Action               | Sanctuary                                                    | สามพันโบก / Le sanctuaire | Thanapon Maliwan                                   | 2009      |
| Action               | BKO : Bangkok Knockout                                       | โคตรสู้ โคตรโส / Knockout Ultimate Experience / Knock-out À Bangkok                                                                   | Panna Rittikrai                                    | 2010      |
| Action               | Bangkok renaissance                                          | Bangkok fighter / Rebirth | Jean-Marc Minéo                                    | 2012      |
| Action               | Skin Trade                                                   | คู่ซัดอันตราย | Ekachai Uekrongtham                                | 2015      |
| Arts martiaux        | Beautiful Boxer                                              | บิวตี้ฟูล บ๊อกเซอร์ / Fighting Beauty | Ekachai Uekrongtham                                | 2004      |
| Arts martiaux        | Boxers                                                       | ไชยา (Chaiya) / Muay Thai Chaiya | Kongkiat Khomsiri                                  | 2007      |
| Western              | Les Larmes du tigre noir                                     | ฟ้าทะลายโจร | Wisit Sasanatieng                                  | 2000      |
| Western              | Siamese Outlaws                                              | 2508 ปิดกรมจับตาย / 2508 pit krom jap taai                                                                                            | Wenai Prathombul                                   | 2004      |
| Western              | Le guerrier de feu                                           | ฅนไฟบิน (Khon Fai Bin) / Dynamite Warrior                                                                                            | Chalerm Wongpim                                    | 2006      |
| Histoire             | La Guerre des Empires                                        | หนัง คนไททิ้งแผ่นดิน / Edge Of The Empire / Khonthai                                                                                     | Nirattisai Kaijareuk                               | 2010      |
| Histoire             | The King Maker                                               | กบฎท้าวศรีสุดาจันทร์ / The Rebellion of Queen Sudachan                                                                                   | Lek Kitaparaporn                                   | 2005      |
| Histoire             | La Légende de Suriyothai (la reine guerrière)                | สุริโยไท (Suriyothai) / The Legend Of Suriyothai                                                                                      | Chatrichalerm Yukol                                | 2001      |
| Histoire             | King Naresuan, le souverain du Siam                          | ตำนานสมเด็จพระนเรศวรมหาราช (Tamnan Somdet Phra Naresuan Maha Rath) / The legend of King Naresuan (deuxième des 6 films sur Naresuan) | Chatrichalerm Yukol                                | 2007      |
| Histoire             | Sema The Warrior                                             | ขุนศึก (Khunsuk) | Tanit Jitnukul                                     | 2003      |
| Histoire fantaisiste | Pirates de Langkasuka                                        | ปืนใหญ่จอมสลัด (Puen Yai Jom Salad) / Queens of Langkasuka                                                                             | Nonzee Nimibutr                                    | 2008      |
| Histoire             | Yamada, la voie du samouraï                                  | ซามูไร อโยธยา / Yamada: The Samurai of Ayothaya                                                                                      | Nopporn Watin                                      | 2010      |
| Histoire             | Bang Rajan                                                   | บางระจัน (Bangrajan) | Tanit Jitnukul                                     | 2000      |
| Histoire             | Bang Rajan 2 : Le sacrifice des guerriers                    | บางระจัน 2 (Bangrajan 2) / Bang Rajan II, Le Sacrifice Des Guerriers                                                                 | Tanit Jitnukul                                     | 2010      |
| Fantastique          | Garuda, le retour du Dieu prédateur                          | ปักษาวาย (Paksa Wayu) | Monthon Arayangkoon                                | 2004      |
| Fantastique          | Legend of Sudsakorn                                          | สุดสาคร (Sudsakorn) | Kaisorn Buranasing                                 | 2005      |
| Fantastique          | The Unseeable                                                | เปนชู้กับผี (Pen Choo Kub Pee) | Wisit Sasanatieng                                  | 2006      |
| Comédie              | Satreelex, the iron ladies                                   | สตรีเหล็ก (Satree lek) | Youngyooth Thongkonthun                            | 2000      |
| Comédie              | Citizen Dog                                                  | หมานคร (Mah nakorn) | Wisit Sasanatieng                                  | 2004      |
| Comédie              | Sars Wars                                                    | ขุนกระบี่ผีระบาด (Khun krabii hiiroh)                                                                                                   | Taweewat Wantha                                    | 2004      |
| Comédie              | Dangerous Flowers                                            | ไฉไล (Chai lai) / Dangerous Flowers : Espionnes de charmes / Espionnes de choc                                                      | Poj Arnon                                          | 2006      |
| Comédie dramatique   | Comment devenir riche (grâce à sa grand-mère)                | หลานม่า (Lan ma) | Pat Boonnitipat                                    | 2024      |
| Comédie musicale     | Monrak Transistor                                            | มนต์รักทรานซิสเตอร์ (Monrak Transistor) / Transistor Love Story                                                                         | Pen-Ek Ratanaruang                                 | 2001      |
| Comédie familiale    | Dog ! La folle aventure                                      | มะหมา 4 ขาครับ / Ma mha 4 khaa khrap / Gang de chiens                                                                                | Pantham Thongsangl, Somkait Vituranich             | 2007      |
| Dessin animé         | Sam et les monstres de feu                                   | เอคโค่ จิ๋วก้องโลก (Echo planet) | Kompin Kemgumnird                                  | 2012      |
| Film d'auteur        | Mysterious Objet at Noon                                     | ดอกฟ้าในมือมาร / Dokfa nai meuman | Apichatpong Weerasethakul                          | 2000      |
| Film d'auteur        | Blissfully Yours                                             | สุดเสน่หา / Sud sanaeha | Apichatpong Weerasethakul                          | 2002      |
| Film d'auteur        | Tropical Malady                                              | สัตว์ประหลาด (Sud pralad) | Apichatpong Weerasethakul                          | 2003      |
| Film d'auteur        | Syndromes and a century                                      | แสงศตวรรษ (saeng satawă:t) littéralement Lumière du siècle                                                                          | Apichatpong Weerasethakul                          | 2007      |
| Film d'auteur        | L'État du monde (Luminous People)                            | O Estado do mundo | Apichatpong Weerasethakul                          | 2007      |
| Film d'auteur        | Oncle Boonmee, celui qui se souvient de ses vies antérieures | ลุงบุญมีระลึกชาติ (Lung Boonmee Raluek Chat) / Uncle Boonmee Who Can Recall His Past Lives                                               | Apichatpong Weerasethakul                          | 2010      |
| Film d'auteur        | Mekong Hotel                                                 | | Apichatpong Weerasethakul                          | 2012      |
| Film d'auteur        | Cemetery Of Splendour                                        | รักที่ขอนแก่น (Rak Ti Khon Kaen) | Apichatpong Weerasethakul                          | 2015      |
| Film d'auteur        | Memoria                                                      | | Apichatpong Weerasethakul                          | 2021      |
| Film d'auteur        | February                                                     | กุมภาพันธ์ (Khumphaphan) | Yuthlert Sippapak                                  | 2003      |
| Film d'auteur        | Le Pensionnat                                                | เด็กหอ (Dek Hor) / Dorm | Songyos Sugmakanan                                 | 2006      |
| Film d'auteur        | Ploy                                                         | พลอย | Pen-Ek Ratanaruang                                 | 2007      |
| Film d'auteur        | Wonderful Town                                               | | Aditya Assarat                                     | 2007      |
| Film d'auteur        | Soi Cowboy                                                   | ซอยคาวบอย | Thomas Clay                                        | 2008      |
| Film d'auteur        | Mundane History                                              | เจ้านกกระจอก (Jao nok Krajok) / Une histoire banale                                                                                  | Anocha Suwichakornpong                             | 2009      |
| Film d'auteur        | Bangkok Nites                                                | กรุงเทพราตรี หรือ กลางคืนที่บางกอก / バンコクナイツ, Bankoku naitsu                                                                       | Katsuya Tomita                                     | 2016      |
| Film d'auteur        | Pop Aye                                                      | ป๊อปอาย มายเฟรนด์ | Kirsten Tan                                        | 2017      |
| Film d'auteur        | Manta Ray                                                    | กระเบนราหู / Kraben Rahu | Phuttiphong Aroonphong                             | 2019      |
| Horreur              | Bangkok Haunted                                              | ผีสามบาท | Oxide Pang, Chun, Pisut Praesangeam                | 2001      |
| Horreur              | 3 histoires de l'au-delà (la roue)                           | 三更 (Saam Gaang) / Three | Nonzee Nimibutr, Kim Jee-woon, Peter Chan          | 2002      |
| Horreur              | The Eye                                                      | Khon hen phi / The Eye / 見鬼(Gin gwai)                                                                                             | Danny et Oxide Pang                                | 2002      |
| Horreur              | The Eye 2                                                    | 見鬼2 (Jian gui 2) | Danny et Oxide Pang                                | 2004      |
| Horreur              | The Eye 3                                                    | The Eye 3 / (Gin gwai 10) | Danny et Oxide Pang                                | 2005      |
| Horreur              | Omen, la nouvelle malédiction                                | สังหรณ์ (Sanghorn /Sung Horn) | Thammarak Kamuttmanoch                             | 2003      |
| Horreur              | Shutter                                                      | ชัตเตอร์ กดติดวิญญาณ | Banjong Pisanthanakun, Parkpoom Wongpoom           | 2004      |
| Horreur              | Ghost of Mae Nak                                             | นาค รักแท้/วิญญาณ/ความตาย | Mark Duffield                                      | 2005      |
| Horreur              | Possédée                                                     | P | Paul Spurrier                                      | 2005      |
| Horreur              | Constrictor                                                  | โบอา งูยักษ์ (Boa...Gnuu Yak ! / Boa...Le serpent géant !)                                                                             | Chaninton Muangsuwan                               | 2006      |
| Horreur              | 13 jeux de la mort                                           | 13 เกมสยอง / 13 Beloved | Chukiat Sakveerakul                                | 2006      |
| Horreur              | Colic                                                        | เด็กเห็นผี (Colic: Dek Hen Pee) | Patchanon Thammajira                               | 2006      |
| Horreur              | Ghost Game                                                   | ล่า-ท้า-ผี (Laa-thaa-phii) | Sarawut Wichiensarn                                | 2006      |
| Horreur              | La Victime                                                   | ผีคนเป็น (Phii Khon Pen) / The Victim                                                                                                 | Monthon Arayangkoon                                | 2006      |
| Horreur              | Alone                                                        | แฝด (Faet) | Banjong Pisanthanakun, Parkpoom Wongpoom           | 2007      |
| Horreur              | Sick Nurses                                                  | สวยลากไส้ (Suay Laak Sai) | Piraphan Laoyont, Thatsaporn Siriwat               | 2007      |
| Horreur              | Sarcophage (The coffin)                                      | โลงต่อตาย / The coffin | Ekachai Uekrongtham                                | 2008      |
| Horreur              | The Pool                                                     | The Pool นรก 6 เมตร | Ping Lumpraploeng                                  | 2018      |
| Horreur              | The Medium                                                   | ร่างทรง / Rang Zong | Banjong Pisanthanakun                              | 2021      |
| Superhéros           | Red Eagle                                                    | อินทรีแดง (Insee Daeng) / The Red Eagle                                                                                               | Wisit Sasanatieng                                  | 2010      |
| Policier             | Bangkok Dangerous                                            | บางกอกแดนเจอรัส / Danger À Bangkok                                                                                                   | Danny et Oxide Pang                                | 1999      |
| Policier             | Nothing to lose                                              | 1+1 เป็นสูญ / Neung buak neung pen soon 1+1=0                                                                                         | Danny et Oxide Pang                                | 2002      |
| Policier             | Last Life in the Universe                                    | เรื่องรัก น้อยนิด มหาศาล (Ruang Rak Noi Nid Mahasan)                                                                                     | Pen-Ek Ratanaruang                                 | 2003      |
| Policier             | Tesseract                                                    | | Oxide Pang                                         | 2003      |
| Policier             | Ab normal beauty                                             | 死亡寫真 (Sei mong se jun) | Pang                                               | 2004      |
| Policier             | Vagues invisibles                                            | คำพิพากษาของมหาสมุทร / Invisibles Waves                                                                                               | Pen-Ek Ratanaruang                                 | 2006      |
| Policier             | Slice                                                        | เฉือน (Cheun) | Kongkiat Khomsiri                                  | 2010      |

## Films thaïlandais pas encore traduits en français
| Genre                         | Titre                                    | Titres alternatifs                                                                                                   | Réalisateur                                      | Diffusion |
| ----------------------------- | ---------------------------------------- | --- | ------------------------------------------------ | --------- |
| Action                        | Dang Bireley's and Young Gangsters       | 2499 อันธพาล ครองเมือง / 2499 antapan krong muang                                                                      | Nonzee Nimitbutr                                 | 1997      |
| Action                        | Crime Kings                              | เสือ โจรพันธุ์เสือ / Seua jone phan seua                                                                                  | Thanit Jitnukul                                  | 1998      |
| Action                        | Gangster - Antapal                       | อันธพาล | Kongkiat Khomsiri                                | 2012      |
| Bouddhisme                    | Who is Running?                          | ท้าฟ้าลิขิต (Ta fa likit)                                                                                                | Oxide Pang                                       | 1997      |
| Bouddhisme                    | Secret Sunday                            | 9 วัด | Saranyu Jiralaksanakul                           | 2010      |
| Bouddhisme                    | Mindfulness and Murder                   | ศพไม่เงียบ (Sop-mai-ngeap) / Meurtre et méditation                                                                     | Tom Waller                                       | 2011      |
| Bouddhisme                    | The Outrage                              | อุโมงค์ผาเมือง นางยั่วสวาท (U Mong Pa Meung)/ At the Gate of the Ghost                                                    | Pantewanop Tewakul                               | 2011      |
| Bouddhisme                    | Arbat                                    | อาปัติ / Karma | Kanittha Kwanyu                                  | 2015      |
| Histoire                      | Kunpan: Legend of the Warlord            | ขุนแผน (kʰǔn pʰɛ̌ːn) / Kun Pan / Khun Phaen                                                                            | Tanit Jitnukul                                   | 2002      |
| Fantastique                   | Red Wine in the Dark Night               | คืนนั้น (Khuen nan) | Tanwarin Sukkhapisit                             | 2015      |
| Comédie                       | Fun Bar Karaoke                          | ฝันบ้าคาราโอเกะ / Fan Ba Karaoke                                                                                       | Pen-Ek Ratanaruang                               | 1997      |
| Comédie                       | Headless Hero                            | ผีหัวขาด | Komsan Treepong                                  | 2002      |
| Comédie                       | The Holy Man                             | หลวงพี่เท่ง / Luang phii theng                                                                                          | Note Chern-Yim                                   | 2005      |
| Comédie sentimentale, romance | Sabaidee Luang Prabang                   | Bonjour Luang Prabang / ສະບາຍດີ ຫລວງພະບາງ / สะบายดี หลวงพะบาง                                                          | Anusone Sirisackda, Sakchai Deenan               | 2008      |
| Comédie                       | Bangkok Traffic (Love) Story             | รถไฟฟ้า มาหานะเธอ (Rot fai faa... Maha na ter)                                                                        | Adisorn Tresirikasem                             | 2009      |
| Comédie                       | First Love                               | สิ่งเล็กเล็ก ที่เรียกว่า...รัก (Sing lek lek tee reak wa...rak) / A little thing called love / Crasy Little Thing Called Love | Puttipong Pormsaka Na-Sakonnakorn, Wasin Pokpong | 2010      |
| Comédie                       | Yes or No                                | อยากรัก ก็รักเลย (Yak Rak Ko Rak Loei)                                                                                  | Saratswadee Wongsomphet                          | 2010      |
| Comédie                       | Yes or No 2                              | Rak Mai Rak Ya Kak Loei                                                                                              | Saratswadee Wongsomphet                          | 2012      |
| Comédie romantique            | Love's coming                            | ใช่รักหรือเปล่า (Chai Rak Rue Plao)                                                                                      | Naphat Chaithiangthum                            | 2014      |
| Comédie musicale, romance     | Dark Heaven                              | สวรรค์มืด (Sawan mued)                                                                                                 | Rattana Pestonji                                 | 1958      |
| Comédie musicale              | The Adventure of Iron Pussy              | หัวใจทรนง (Hua jai tor ra nong)                                                                                       | Apichatpong Weerasethakul, Michael Shaowanasai   | 2003      |
| Comédie experimentale         | Mary is happy, Mary is happy             | The year of June | Nawapol Thamrongrattanarit                       | 2013      |
| Comédie familiale             | Fan Chan                                 | แฟนฉัน / My girl | Songyos Sugmakanan                               | 2003      |
| Comédie familiale             | Mission Almost Impossible Done (M.A.I.D) | แจ๋ว / Jaew | Youngyooth Thongkonthun                          | 2004      |
| Comédie familiale             | Suddenly Twenty                          | 20 ใหม่ ยูเทิร์นวัย หัวใจรีเทิร์น (20 mai Yu Thoen Wai Huachai Rithoen)                                                       | Araya Suriharn                                   | 2016      |
| Crime                         | Powder Road                              | เฮโรอิน | Chatrichalerm Yukol                              | 1991      |
| Drame                         | Damned life                              | ชีวิตบัดซบ (Chiwit Batsop) / Damn Life / Saloperie de vie                                                               | Euthana Mukdasanit, Permpol Choey-aroon          | 1977      |
| Drame                         | Kama                                     | กาม | Chatrichalerm Yukol                              | 1978      |
| Drame                         | Jan Dara                                 | จัน ดารา | Nonzee Nimibutr                                  | 2001      |
| Drame                         | Bangkok Love Story                       | เพื่อน...กูรักมึงว่ะ (pêuan... goo rák meung wâ) / Ami… je t'aime                                                          | Poj Arnom                                        | 2007      |
| Drame                         | Pleasure Factory                         | 快乐工厂 (Kuaile Gongchang) / Pleasure Factory โรงงานอารมณ์                                                           | Ekachai Uekrongtham                              | 2007      |
| Drame                         | The Blue Hour                            | อนธการ (Onthakan) | Anucha Boonyawatana                              | 2015      |
| Drame                         | Hunger                                   | คนหิว เกมกระหาย | Sitsiri Mongkolsiri                              | 2023      |
| Drame, Romance                | Santi-Vina                               | สันติ-วีณา / Santi-Weena                                                                                                | Thavi Na Bangchang                               | 1954      |
| Drame, Romance                | La Cicatrice                             | แผลเก่า (Plae Kao) / The Scare                                                                                        | Cherd Songsri                                    | 1977      |
| Drame, Romance                | Me...Myself                              | ขอให้รักจงเจริญ (Khaw hai rak jong jaroen)                                                                              | Pongpat Wachirabunjong                           | 2007      |
| Drame, Romance                | The Love of Siam                         | รักแห่งสยาม (Rak Haeng Sayam)                                                                                          | Chookiay Sakveerakul                             | 2007      |
| Drame, Romance                | Eternity (film, 2010)                    | ที่รัก (Tee Rak) | Siravoj Kongsakul                                | 2010      |
| Drame, Romance                | How to Win at Checkers (Every Time)      | พี่ชาย My Hero | Josh Kim                                         | 2015      |
| Social Ecologiste             | The Elephant Keeper                      | คนเลี้ยงช้าง (Khon liang chang) / Le gardien d'éléphant                                                                 | Chatrichalerm Yukol                              | 1987      |
| Folklore                      | Nang Nak                                 | นางนาก | Nonzee Nimibutr                                  | 1999      |
| Folklore                      | Pee Mak                                  | พี่มาก / พี่มาก..พระโขนง (Pee Mak...Phra Khanong)                                                                        | Banjong Pisanthanakun                            | 2013      |
| Folklore                      | Mae bia                                  | แม่เบี้ย / The Snake Lady                                                                                               | Somching Srisuparp                               | 2001      |
| Folklore                      | Maebia                                   | แม่เบี้ย | Pantewanop Tewakul                               | 2015      |
| Dessin Animé                  | Sudsakorn ou Les aventures de Sudsakorn  | สุดสาคร / Sudsakorn Adventure / The Adventure of Sudsakorn                                                            | Payut Ngaokrachang                               | 1979      |
| Dessin Animé                  | Khan Kluay                               | ก้านกล้วย / L'éléphant bleu                                                                                            | Kompin Kemgumnird                                | 2006      |
| Dessin Animé                  | Khan Kluay 2                             | ก้านกล้วย 2 / L'éléphant bleu 2                                                                                        | Taweelap Srivuthivong                            | 2009      |
| Dessin Animé                  | Yak                                      | ยักษ์ / Yak : The Giant King                                                                                           | Prapas Cholsaranont                              | 2012      |
| Horreur                       | Ghost of Guts Eater                      | กระสือสาว (Krasue sao)                                                                                                | S. Naowaratch                                    | 1973      |
| Horreur                       | 999-9999                                 | ต่อ ติด ตาย | Peter Manus                                      | 2002      |
| Horreur                       | Narok                                    | นรก / Hell | Tanit Jitnukul                                   | 2005      |
| Horreur                       | 9-9-81                                   | บอก-เล่า-9-ศพ | Rappeepimol Chaiyasena                           | 2012      |
| Horreur                       | Senior                                   | รุ่นพี่ | Wisit Sasanatieng                                | 2015      |
| Romance                       | Dark side romance                        | เกิดอีกที ต้องมีเธอ | Prachya Pinkaew                                  | 1995      |
| Romance                       | Nymph                                    | นางไม้ (Nang Mai) / La nymphe                                                                                         | Pen-Ek Ratanaruang                               | 2009      |
| Romance                       | October Sonata                           | รักที่รอคอย | Somkait Vituranich                               | 2009      |
| Science Fiction               | Hanuman and the Five Kamen Riders        | หนุมานพบ 5 ไอ้มดแดง | Sompote Sangduenchai                             | 1974      |
| Science Fiction               | Blackbirds at Bangpleng                  | กาเหว่าที่บางเพลง (Kawao tee Bangpleng) / Kawao at Bangpleng                                                            | Nirattisai Kajlareuk                             | 1994      |
| Adolescent                    | Friends never die                        | มึง-กู เพื่อนกันจนวันตาย                                                                                                   | Atsajun Sattakovit                               | 2012      |
| Thriller                      | Sand Castle                              | ปราสาททราย |                                                  | 1979      |
| Thriller                      | The Dumb Die Fast. The Smart Die Slow.   | กะโหลกบางตายช้า กะโหลกหนาตายก่อน / Les idiots meurent vite, les malins meurent lentement                               | Manop Udomdej                                    | 1991      |
| Thriller                      | Bad Genius                               | ฉลาดเกมส์โกง / Chalard games goeng                                                                                    | Nattawut Poonpiriya                              | 2017      |
| Policier                      | Macabre Case of Prompiram                | คืนบาป พรหมพิราม | Manop Udomdej                                    | 2003      |
| Mystère                       | Who Are You?                             | ใคร.....ในห้อง | Pakpum Wonjinda                                  | 2010      |
| Comédie policière             | 6ixtynin9                                | เรื่องตลก69 | Pen-Ek Ratanaruang                               | 1999      |

## Les Maîtres oubliés du cinéma thaïlandais
Voici 11 films projetés en 2016 au Festival International des Cinémas d'Asie de Vesoul.
| Genre               | Titre                          | Titres alternatifs                                                                               | Réalisateurs        | Diffusion |
| ------------------- | ------------------------------ | ------------------------------------------------------------------------------------------------ | ------------------- | --------- |
| Historique          | The King of the White Elephant | พระเจ้าช้างเผือก (Prajao Changpeuk)                                                                 | Pridi Phonmayong    | 1940      |
| Comédie             | Country Hotel                  | โรงแรมนรก (Roongraeem narok)                                                                     | Rattana Pestonji    | 1957      |
| Social              | Tongpan                        | ทองปาน                                                                                           | Euthana Mukdasanit  | 1976      |
| Romance             | Angel of Bar 21                | เทพธิดา บาร์ 21 (Thep thida bar 21) / The Bar 21's Angel                                           | Euthana Mukdasanit  | 1978      |
| Drame, Romance      | Butterfly and Flowers          | ผีเสื้อและดอกไม้ (Peesua lae dokmai)                                                                 | Euthana Mukdasanit  | 1985      |
| Comédie             | Les Bambous rouges             | ไผ่แดง / Red bamboo                                                                               | Permpol Choey-Aroon | 1979      |
| Horreur             | A Town in Fog                  | เมืองในหมอก (Muang Nai Mhok) / City in the mist / The Misundertanding                             | Permpol Choey-Aroon | 1978      |
| Social              | Taxi Driver                    | ทองพูน โคกโพ ราษฎรเต็มขั้น (Thongpoon khopko rasadorn temkan) / Citizen 1 / Citizen Thongpon Khokpho | Chatrichalerm Yukol | 1977      |
| Social              | En marge de la société         | ประชาชนนอก (Prachachon nok)                                                                      | Manop Udomdej       | 1981      |
| Social              | Fils du Nord-Est               | ลูกอีสาน (Look isan) / Fils de l'Isân / Son of Northeast                                           | Vichit Kounavudhi   | 1982      |
| Historique, Romance | Amdaeng Muen Kap Nay Rid       | อำแดงเหมือนกับนายริด / Muen and Rid                                                                 | Cherd Songsri       | 1994      |